# استاکول، استرالیای جنوبی
استاکول (به انگلیسی: Stockwell) یک شهرک در استرالیا است که در استرالیای جنوبی واقع شده‌است.